# Gino Sperandio
Gino Sperandio (Belluno, 15 giugno 1962) è un politico e avvocato italiano.

## Biografia
Avvocato di professione, nel 1995 e nel 1999 è stato candidato per il Partito della Rifondazione Comunista alla presidenza della provincia di Belluno ed ha ottenuto rispettivamente il 5,7 e il 2,7% dei voti.
Dal 1995 al 1999 è stato consigliere provinciale.
Dal 2001 al 2006 è stato consigliere comunale a Belluno.
È stato membro della Camera dei deputati a partire dal 6 giugno 2006 in sostituzione della dimissionaria Patrizia Sentinelli. Le subentra come primo dei non eletti alle elezioni politiche del 2006 nella circoscrizione VII (Veneto I) per il Partito della Rifondazione Comunista, di cui è stato segretario regionale per il Veneto dal 2001 al 2008.
Nel 2008, dopo le elezioni politiche, non è rieletto in Parlamento.
Attualmente è impegnato nell'ANPI di cui è presidente per la provincia di Belluno.